# Pereiros (São João da Pesqueira)
Pereiros ist ein Ort und eine ehemalige Gemeinde (Freguesia) im portugiesischen Kreis São João da Pesqueira. Die Gemeinde hatte 82 Einwohner (Stand 30. Juni 2011).
Am 29. September 2013 wurden die Gemeinden Pereiros und Vilarouco zur neuen Gemeinde União das Freguesias de Vilarouco e Pereiros zusammengeschlossen.